# Hopfenspikes
Als Hopfenspikes (nur Plural) werden die gehäckselten Leitdrähte nach der Hopfenernte bezeichnet.

## Ursache

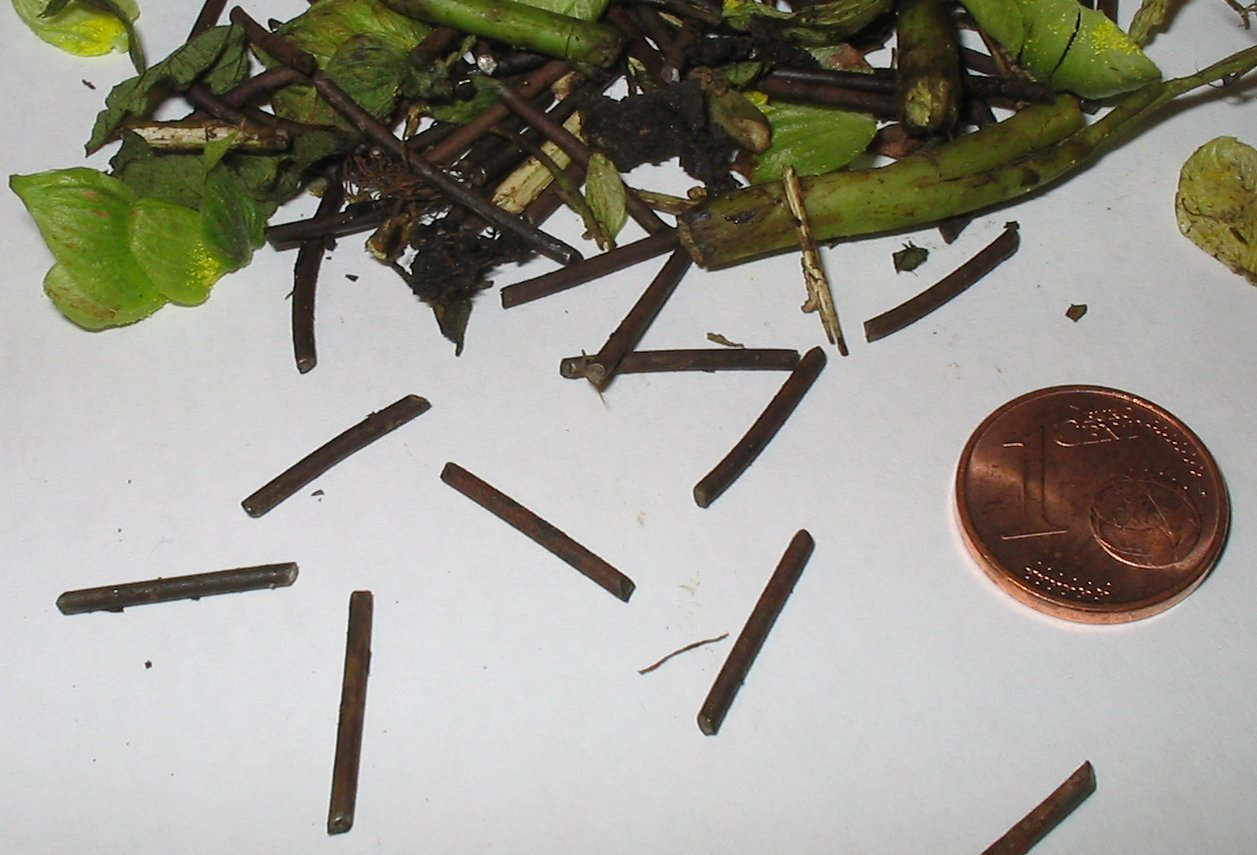
Hopfenspikes

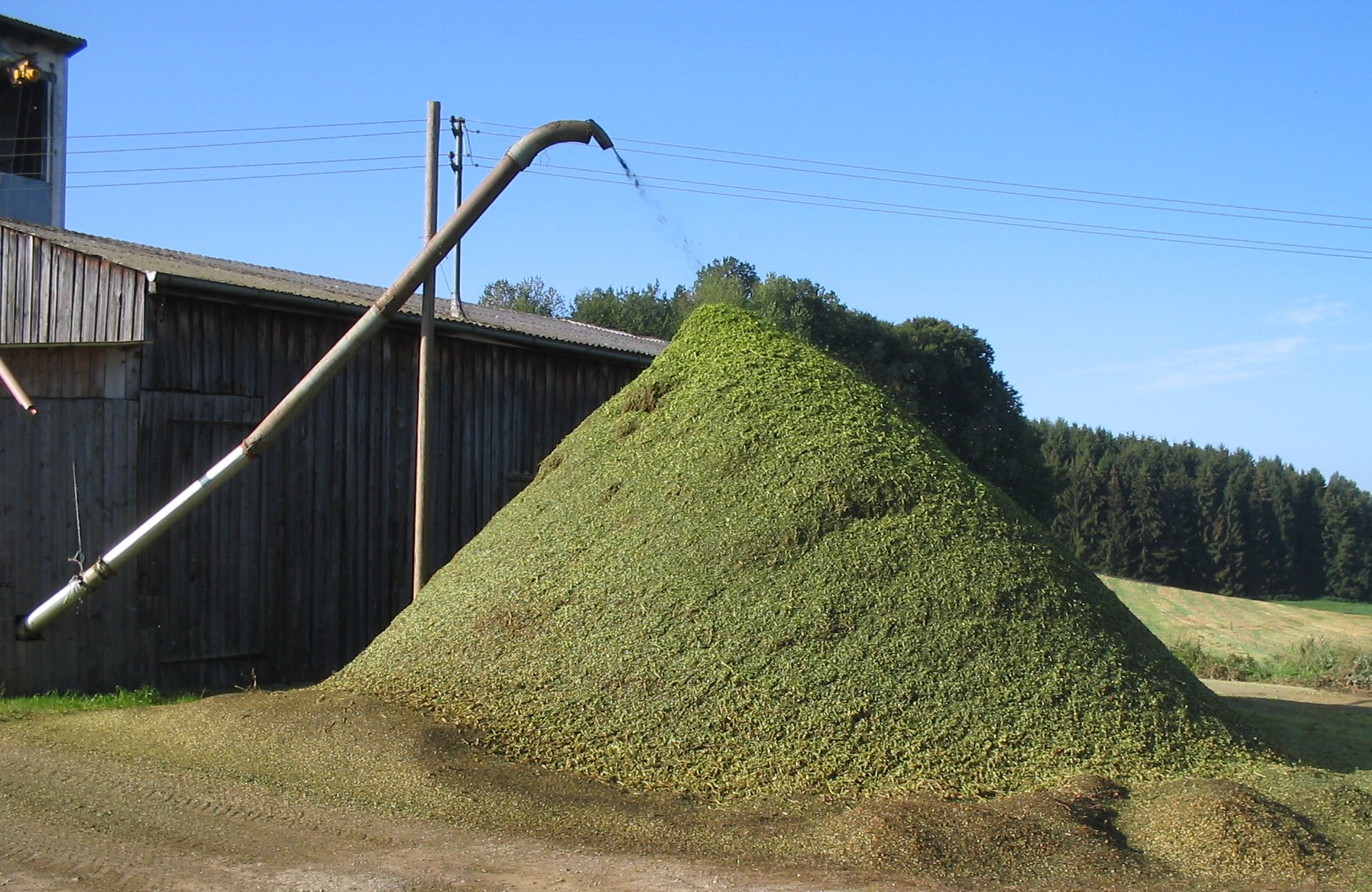
Häckselabfall bei der Hopfenernte

Bei der Hopfenernte werden die Hopfenreben mitsamt den Drähten abgenommen. Anschließend werden die Dolden abgetrennt und die unbrauchbaren Pflanzenreste mit den Drähten in Häckselmaschinen zerkleinert. Die Hopfenpflanzer bringen diese Rückstände anschließend als Dünger auf die Felder. Teile der Ladung können dabei auf die Straße gelangen.
Bei jedem Hektar Anbaufläche fallen ca. 300 Kilogramm Metallabfälle an. Die etwa 1–2 cm kurzen Hopfendrahtstücke können in Reifen eindringen und zu einer schleichenden Reifenpanne führen. Nach Schätzungen werden alleine im Anbaugebiet Hallertau jährlich 2.000 Reifen zerstört.

## Gegenmaßnahmen
Die Landwirte können dem ungewollten Verteilen dieser Hopfenspikes entgegenwirken, indem nur geschlossene Fahrzeuge oder Auffangwannen verwendet werden. Vereinzelt werden auch Magnetsammler eingesetzt, die während der Erntezeit die Hopfenspikes durch Überfahren einsammeln.
Eine effektivere Möglichkeit ist, bereits an den Rebenhäckslern die Drahtstifte von den Pflanzenresten zu trennen. Das kann entweder durch Magnetbänder oder -trommeln erfolgen; die Trennquote liegt bei ca. 90 %. In der Erprobungsphase befindet sich das Sedimentationsverfahren: In einem Wasserbecken, das dem Häcksler nachgeschaltet ist, setzten sich die Metallstifte am Grund ab und die Rebenreste werden mit einem Rechen abgeführt. Dabei wird ein Wirkungsgrad von 86 % erreicht.
Die bisher gebräuchlichste Methode ist die Reinigung der Straßen durch Kehrmaschinen nach der Hopfenernte.